# 과거사관련업무지원단
과거사관련업무지원단(過去事關聯業務支援團)은 다양한 과거사 관련 업무를 지원하기 위해 설립된 대한민국 행정자치부 소속기관이다. 서울특별시 종로구 세종대로 209 (세종로) 정부서울청사에 위치하고 있다.

## 설립 근거
- 과거사 관련 권고사항 처리 등에 관한 규정[2]

## 연혁
- 1996년 4월 19일 거창사건등처리지원단 발족
- 2000년 3월 3일 제주4·3사건처리지원단 발족
- 2004년 6월 1일 노근리사건처리지원단 발족
- 2009년 7월 1일 과거사처리지원단으로 3개 지원단 통합
- 2011년 4월 1일 과거사관련업무지원단으로 통합

## 주요 업무
- 「거창사건 등 관련자의 명예회복에 관한 특별조치법」 제3조제1항에 따른 거창사건등관련자명예회복심의위원회 업무 지원
- 「제주4·3사건 진상규명 및 희생자명예회복에 관한 특별법」 제3조제1항에 따른 제주4·3사건진상규명및희생자명예회복위원회 업무 지원
- 「노근리사건 희생자 심사 및 명예회복에 관한 특별법」 제3조제1항에 따른 노근리사건희생자심사및명예회복위원회 업무 지원
- 「민주화운동관련자 명예회복 및 보상 등에 관한 법률」 제4조제1항에 따른 민주화운동관련자명예회복및보상심의위원회 업무 지원

## 조직

### 과거사관련업무지원단
- 진실화해지원과
- 제주4·3사건처리과
- 노근리·거창사건등처리과
- 민주화운동보상지원과
- 이행관리과
- 송무관리과

## 같이 보기
- 제주4·3평화재단
- 노근리평화공원
- 거창사건관리사업소
- 산청·함양사건추모공원
- 제주4·3사건진상규명및희생자명예회복위원회
- 민주화운동관련자명예회복및보상심의위원회